# 福島菊次郎
福島菊次郎（日语：／ Fukushima Kikujirō，1921年3月15日—2015年9月24日），知名攝影家、記者、非小說類作家，從事報導攝影超過60年，拍下逾25萬張照片，出版12本攝影集，以反戰、反權力的立場持續追究二次世界大戰責任歸屬聞名，堅決不接受政府養老金與任何福利救濟安排，一人獨居生活，並拒絕子女經濟援助，靠微薄稿費勉力維生；享壽94歲。

## 簡介
出生於日本本州最西端的中國地方最西邊山口縣下松市，東側為廣島縣；1944年春分配到廣島西面第10軍服役，當美國以原子彈轟炸廣島前一星期，被編入在宮崎自殺攻擊部隊因此獨活。
1945年8月日本無條件投降，他回到故鄉經營鐘錶店，獨自研究、學習照相技術，後來常去廣島拍攝倖存的「被爆者」（原子彈轟炸受害者），1952年起十年多拍攝43歲漁民中村杉松(Sugimatsu Nakamura ，1909年～1967年)紀錄報導，1960年出版寫真集「一位原爆災民的紀錄」，獲得日本寫真批評家協會獎特別獎；之後他持續拍攝當時各種街頭抗議（反安保運動、反成田機場興建的「三里塚鬥爭」、水俁病、女性解放運動等事件），潛入自衛隊揭發新型軍火開發真相，因此被毆打致鼻樑斷裂縫了10針，住家也被縱火燒毀；反而更堅定永遠與當權者站在對立面的決心，並自費辦過逾六百次展覽。
20世紀80年代，靠設計珠寶謀生。1982年前往山口市瀨戶內海的無人島過著自給自足的生活，如同梭羅直到2000年；除了1987年因罹患胃癌，暫返山口縣住院就醫。由於戰後目睹原子彈被爆者的慘狀、因徵兵破碎的家庭、遲遲等不到賠償的殖民地（韓國、台灣）士兵後；在1989年日本昭和天皇裕仁去世，對於天皇生前從未認真反省戰爭，世人也逐漸淡忘政府犯下的戰禍罪行而感到極度憤怒；於是策辦「戰爭責任展」(The Emperor』s Responsibility)、「藉由照片看日本的戰後展」巡迴日本，並持續從事寫作批判政府罪行；當時面臨右翼份子恐嚇，反而自己做了個棺材揹著跑，毫不畏懼迫害。
2003年起出版「沒被拍攝到的戰後」系列。
2011年9月311大地震後，親身到福島縣等地拍攝受災農民，以此展示人類在重覆已犯過的錯誤(原爆)等現實。
2012年推出紀錄片《ニッポンの嘘 報道写真家 福島菊次郎90歳》『日本的謊言』，導演長谷川三郎(Saburo Hasegawa)。
2013年初出版自傳第三卷《無人拍攝的戰後日本》(Postwar Japan Nobody Photographed)。
2014年出著手撰寫本題為《從廣島到福島》(From Hiroshima to Fukushima)一書，未完；2015年腦梗塞病逝，去世前特地吩咐要把所有作品的底片無償讓渡給通訊社，希望能讓影像傳世。

## 家庭
離婚（持續拍攝原爆災民悲慘生活，產生幻聽、幻覺，被診斷為精神衰弱而住院三個月，以致無法經營鐘錶行）撫養三個孩子：女兒Noriko。

晚年時和愛犬羅酷(Roku)住在柳井市公寓。

通訊社在他過世後，挖掘上千張從未發表過的作品，一系列以「幸福的歌」為題的照片，是他早年為妻小做的生活紀錄；事後分析唯有靠著自拍家人生活照療育了因拍攝殘酷地廣島原爆家族相片後的創傷，才能完成廣島原爆的攝影代表作。

## 評價
日本《每日新聞》譽為有著「言行一致」的人生，是最反骨（叛逆精神）的報導攝影家；封福島菊次郎為「現代唐吉訶德」。

## 名言摘錄
- 「政府和財團都已經聯合起來的時候，我們絕對有行使公民不服從的權利。讓訊息傳播出去就是這個世代的使命。作為一個攝影家，拍下這一切就是我的責任。」[5]
- 「要是為了自以為的報導中立而躲到安全的地方，就無法接觸真相！要是沒有親自和身歷其境的人接觸，就無法拍出打動人心的照片！」
- 「所謂的戰爭，是以看不見的形式，給予最脆弱的人最強烈的傷害；我之所以變成反對體制的人，是因為二戰時我被迫成為戰爭的共犯，我意識到自己犯的過錯。」

## 外部連結
- 『ニッポンの嘘～報道写真家 福島菊次郎90歳～』予告編 （页面存档备份，存于）
- 『ニッポンの嘘　報道写真家 福島菊次郎』公式サイト｜トップ （页面存档备份，存于）